# Vụ lừa gạt giới đầu tư của Madoff
Vụ lừa gạt giới đầu tư của Bernard Madoff xảy ra khi ông Madoff phạm các tội gian lận chứng khoán, khai man và một số cáo trạng khác mặc dù biết rằng những tội này có thể đưa đến một bản án tù 150 năm. Tòa đã nghe phía biện lý cuộc trình bày 11 cáo trạng trong Thứ Ba ngày 10 tháng 3 năm 2009 trước sự hiện diện của ông Madoff và luật sư của ông. Đây là một trong những vụ án gian lận tài chính lớn nhất trong lịch sử Hoa Kỳ.
Thỏa thuận nhận tội diễn ra ba tháng sau khi Cục Điều tra Liên bang nói ông Madoff thú nhận với những người con trai của ông rằng quỹ đầu tư một thời được nể trọng của ông là một sự lừa dối lớn - một âm mưu lừa đảo hàng tỷ Mỹ kim, được gọi là "Ponzi scheme," trong đó những nhà đầu tư trước được trả những khoản lời lớn bằng tiền của những nhà đầu tư sau, trong khi có thể thực sự không có hoạt động đầu tư nào. Kể từ khi bị bắt giữ vào tháng 12 năm 2008, vụ tai tiếng đã biến cựu chủ tịch của sàn chứng khoán Nasdaq thành một người bị ruồng bỏ và đã phải mặc một chiếc áo chống đạn khi ra tòa.
Âm mưu lừa đảo đã làm tiêu tan các sản nghiệp phải mất cả đời để xây dựng, xóa sạch các quỹ từ thiện và hình như đã đẩy ít nhất hai nhà đầu tư tới chỗ tự sát.

## Khởi sự từ nhân viên cứu nạn
Chuyện của Madoff đã trở thành một huyền thoại ở phố Wall: Bernard Madoff, sinh 29 tháng 4 năm 1938, đã thành lập công ty của mình năm 1960 với 5.000 Mỹ kim mà ông ta kiếm được khi làm nhân viên cứu nạn ở bờ biển Long Island. Cuối cùng, ông ta đã trở thành một trong năm người môi giới đã thành lập sàn chứng khoán Nasdaq. Ở đó, ông ta là một thành viên của ban quản trị vào thập niên 1980 và là chủ tịch vào đầu thập niên 1990. Năm 2001, công ty của Madoff là một trong ba công ty hàng đầu ở thị trường chứng khoán Nasdaq và đứng thứ ba ở thị trường hối đoái New York.

## Cả người giàu và có thế lực đều bị lừa
Theo AP, danh sách những người trao tài sản vào tay Bernard Madoff lên đến hàng trăm, thậm chí hàng nghìn người mặc dù Madoff đã nói mình chỉ có 25 khách hàng. Các nhà đầu tư đang chờ đợi xem tiền góp vốn của họ cho công ty ông Madoff còn lại được bao nhiêu.
Trong số các nạn nhân của Madoff có cựu chủ tịch Norman Braman của Công ty Philadelphia Eagles, cựu chủ tịch Công ty New York Mets là Fred Wilpon và J. Ezra Merkin, Chủ tịch Công ty Dịch vụ Tài chính GMAC. Tập đoàn Fairfield Greenwich đã đầu tư 7,5 tỷ USD vào các hoạt động có liên quan đến Madoff. Ngoài ra, tổ chức từ thiện Robert I. Lappin đã đầu tư toàn bộ số tiền hiến tặng lên đến 8 triệu Mỹ kim vào công ty của Madoff. Thành phố Fairfield thuộc bang Connecticut đã tin tưởng Madoff đến mức gửi gần 15% quỹ lương hưu trí của thành phố cho Madoff để kiếm lợi.
Nhiều thập niên qua, Madoff đã nổi tiếng trong giới đầu tư. Nhiều người giàu có ở New York và Florida xem ông ta là một con người thành đạt trong lĩnh vực đầu tư rất đáng tin cậy. Sau đó, người ta mới tỏ ra nghi ngờ và thắc mắc liệu tiền lãi của ông ta có thật hay không và đã chỉ ra tính chất bí ẩn của công ty này cũng như sự thiếu vắng một nhân viên kiểm toán có tên tuổi.
Một ngân hàng tư nhân Thụy Sĩ, Banque Benedict Hentsch Fairfield Partners SA, nói ngân hàng có giữ một tài sản trị giá 56 triệu franc Thụy Sĩ (47,5 triệu Mỹ kim) do khách hàng đầu tư dưới quyền quản lý của nhà hoạt động tài chính Mỹ Bernard L. Madoff. Tháng 9 năm 2008, ngân hàng này đã hợp nhất với Tập đoàn Fairfield Greenwich.
Trong khi đó, nhật báo Le Temps ở Geneva nói các đơn vị tài chính tại thành phố này đã đầu tư ít nhất 5 tỷ franc (4,2 tỷ Mỹ kim) vào các quỹ của Madoff. Ủy ban Ngân hàng Liên bang Thụy Sĩ, cơ quan điều chỉnh hoạt động ngân hàng ở nước này, chưa xác định được tác động của vụ Madoff ở Thụy Sĩ đến mức độ nào.

## Cục Điều tra Liên bang đến tận nhà Madoff
Theo hãng tin Itar-Tass, bản luận tội nhà hoạt động tài chính Madoff này có nêu chi tiết rằng hai nhân viên hàng đầu của ông tại Công ty Bernard L. Madoff đã giúp thu thập chứng cứ chống lại ông. Báo The Wall Street Journal xác nhận đó là Andrew và Mark Madoff - hai con trai của ông. Đó cũng chính là hai nhân viên đã được ông mời về nhà ngày 9/12/2008 và nói cho họ biết tất cả chỉ toàn là gian lận.
Mọi sự bắt đầu khi trước đó, một số nhà đầu tư quyết định rút tiền của họ ra, tổng cộng 7 tỷ Mỹ kim. Ông Madoff không nói với họ tại văn phòng và đã mời họ về nhà. Lúc đó, ông cho họ biết hoạt động kinh doanh của ông là gian lận và bảo rằng ông chẳng còn gì cả. Thế là sau đó, các con ông gọi điện cho Ủy ban Chứng khoán và Hối đoái báo cáo về chuyện của cha mình và ngay lập tức, SEC đã gọi cho Cục Điều tra Liên bang. Ngày 11-12, đặc vụ Cục Điều tra Liên bang đến tận nhà ông. Và mọi sự vỡ lở từ đó.
Theo The Wall Street Journal, số tiền 50 tỷ USD mà ông Madoff gian lận cao hơn gấp năm lần so với quy mô lừa gạt tài chính mà lãnh đạo Công ty Viễn thông Worldcom đã tiến hành. Công ty này đã tuyên bố phá sản năm 2002.

## Nhận tội
Ông Madoff nguyên là chủ tịch sàn giao dịch chứng khoán Nasdaq. Kể từ khi bị bắt trong tháng 12 năm 2008, ông Madoff đã bị quản thúc tại gia tại biệt thự trị giá $7 triệu của ông trong khu phố Manhattan. Lúc đó nhà chức trách nói ông Madoff đã thú nhận với gia đình rằng ông đã thực hiện một vụ lừa gạt mà số tiền đã lên tới $50 tỷ Mỹ kim.
Ông Madoff đến tòa liên bang tại Manhattan ngày 10 tháng 3 năm 2009. Ông mặc một bộ áo màu xám với cà-vạt đen, ngồi yên lặng trong lúc các công tố viên đọc cáo trạng. Vì sự an toàn, ông Madoff được mặc áo giáp cùng với bộ áo vét. Ông đến tòa sớm hơn ba tiếng đồng hồ vì nhà chức trách muốn tránh nguy cơ ông bị đụng độ với những người đầu tư bị sạt nghiệp vì tin tưởng ở một người xem có vẻ lương thiện. Nhiều luật sư đại diện những người đầu tư đã đến tòa. Họ chỉ ngồi xem trong một tòa án chật cứng với những người làm việc trong ngành truyền thông.
Trong hồ sơ được trình bày tại tòa án, các công tố viên đã nâng số tiền lên $64,8 tỷ dựa trên những con số được tính lại sau khi họ nhận thấy có những lời khai không chính xác vào tháng 11 năm 2008. Sau khi nghe các cáo trạng, Luật sư Ira Sorkin đã gây ngạc nhiên khi nói với quan tòa rằng ông Madoff sẽ nhận hết các tội trong một phiên xử kế tiếp mà không muốn thương lượng với phía biện lý.
Tuy vậy, trong lúc xem xét những hồ sơ tài chánh của ông Madoff, nhà chức trách nói số tiền thật sự bị thất thoát có thể thấp hơn so với số tiền đã nêu. Con số đã lên cao vì được tính trên tiền lời mà ông Madoff từng hứa hẹn với những người đầu tư. Cho đến lúc này, chính quyền chỉ mới tìm ra $1 tỷ Mỹ kim của những người đầu tư bị lừa gạt.
Luật sư Sorkin, các công tố viên và Chánh án Liên bang Denny Chin chờ đợi một phiên xử ly kỳ vào ngày Thứ Năm ngày 12/3 2009, khi mà ông Madoff sẽ chính thức nhận hết các tội.
Sau khi nghe các cáo trạng, chánh án hỏi rằng ông Madoff có muốn nhận tội trong ngày Thứ Năm 12/3 hay không. Luật sư Sorkin nói, "Tôi nghĩ rằng đó là một tiên liệu hợp lý." Chánh án Denny Chin hỏi ông Sorkin rằng có phải ông Madoff sẽ nhận tội trong hết thảy 11 cáo trạng. "Đúng như vậy, thưa ngài," Luật Sư Sorkin trả lời.
Một phó biện lý nói các công tố viên và luật sư không thương lượng trước về sự nhận tội, và án tối đa cho các tội của ông Madoff sẽ lên tới 150 năm tù. Chánh án Chin nói ông sẽ không tuyên án trong ngày Thứ Năm 12/3 và sẽ giới hạn số nhà đầu tư có thể phát biểu trong tòa và chỉ dành cho những ai không đồng ý với sự nhận tội. Có ít nhất 25 nhà đầu tư đã xin tòa cho phát biểu ý kiến. Chánh án Chin nói với các công tố viên rằng ông sẽ giới hạn số nạn nhân được lên tiếng trong tòa và họ phải bày tỏ ý kiến "trong tư cách tôn trọng và nghiêm chỉnh."

## Madoff bị giam
Vào Thứ Năm, 12 tháng 3 năm 2009, ông Madoff đã nhận tội về một vụ lừa đảo làm những nhà đầu tư trên khắp thế giới mất hàng tỉ Mỹ kim. Ông đã tránh không nhìn những người đầu tư bị lừa trước khi ông bị dẫn ra khỏi tòa với hay tay bị còng về phía sau.
Thẩm phán Denny Chin đã không cho ông Madoff đóng thế chân để được tại ngoại và ra lệnh tống giam ông, khi ghi nhận rằng ông Madoff có phương tiện để bỏ trốn và có thể làm như vậy.
Ông Madoff đã điềm tĩnh lên tiếng trước tòa khi ông nói với quan tòa trước khi thỏa thuận nhận tội của ông được chấp thuận. Ông nói: "Tôi thực sự biết ơn khi được dành cho cơ hội này để công khai lên tiếng về các tội phạm của tôi, những tội mà tôi hối tiếc và xấu hổ một cách sâu xa."
Ông Madoff đã không nhìn bất cứ ai trong số ba nhà đầu tư đã lên tiếng tại cuộc điều trần, ngay cả khi một người trong số họ quay về phía ông và cố nói với ông. Ông Madoff đã mô tả các tội phạm của ông sau khi ông bằng lòng nhận tội về tất cả 11 cáo trạng mà ông bị truy tố, kể cả tội lừa đảo, khai man, ăn cắp từ một chương trình phúc lợi của nhân viên, và hai tội rửa tiền quốc tế.
Các công tố viên nói nhà tài chánh bị ruồng bỏ, người đã trải qua ba tháng bị quản thúc tại gia trong biệt thự của ông, có thể đứng trước một bản án tối đa 150 năm tù khi bị tuyên án. Ông Madoff giải thích âm mưu của ông khi nói với quan tòa rằng ông đã tin rằng sự lừa gạt sẽ có tính cách ngắn hạn và rằng ông có thể tự mình thoát ra được.